# Middleton-in-Teesdale
Middleton-in-Teesdale är en stad och en civil parish i Durham i England. Orten har 1 156 invånare (2001). Den har en kyrka.